# Abietoideae
Abietoideae ist eine Unterfamilie aus der Familie der Kieferngewächse (Pinaceae). Ihr werden sechs Gattungen zugeordnet. Vertreter dieser Unterfamilie findet man in der nördlichen Hemisphäre.

## Beschreibung
Die Arten aus der Unterfamilie Abietoideae wachsen meist als immergrüne Bäume, nur die Goldlärche (Pseudolarix amabilis) ist laubabwerfend. Die Blätter sind nadelartig.
Alle Vertreter sind einhäusig-getrenntgeschlechtig (monözisch). Die Samenzapfen haben keinen Umbo und die Zapfenschuppen haben eine schmale Basis. Die braunen Samen haben einen mäßig festsitzenden Flügel. Weiters findet man auf den Samenkörnern Harzblasen.

## Systematik
Die Unterfamilie Abietoideae wurde 1826 von Robert Sweet in Sweet’s Hortus Britannicus: or a catalogue of plants cultivated in the gardens of Great Britain, arranged in natural orders ..., Seite 372 als "Subordo Abietinae" aufgestellt, wobei er keine genaue Beschreibung angab. Diese erfolgte erst in einer von Sweet geschriebenen Reverenz an das von Louis Claude Marie Richard im September bis November 1826 erschienenen Werk Commentatio Botanica de Conifereis et Cycadeis, in welchem diese Unterfamilie als Sektion Abietineae geführt wird.
Es gibt sechs rezente Gattungen in der Unterfamilie Abietoideae, wovon zwei monotypisch sind, also nur aus einer Art bestehen.
- Tannen (Abies Mill.), ist die Typusgattung für diese Unterfamilie.[2]
- Zedern (Cedrus Trew)
- Keteleeria Carrière
- Nothotsuga Hu ex C.N.Page, monotypisch
- Pseudolarix Gordon, monotypisch
- Hemlocktannen (Tsuga Carrière)